# Gmajna, Krško
Gmajna je naselje v Občini Krško.